# おくさまが生徒会長!
『おくさまが生徒会長！』（おくさまがせいとかいちょう）は、中田ゆみによる日本の漫画作品。『月刊ComicREX』（一迅社）2011年10月号から2018年10月号まで連載された。中田が『comicキャンドール』（実業之日本社）にて連載していた『奥さまは生徒会長（おくさまはせいとかいちょう）』のセルフリメイク作である。
テレビアニメ化され、2015年7月から9月まで第1期が、2016年10月から12月まで第2期が放送された。

## ストーリー
新設校・星風高等学校の最初の生徒会長に当選したのは、優等生の美少女・若菜羽衣だった。副会長の和泉隼斗は自由すぎる羽衣の言動を苦々しく思っていたが、ある日彼女は隼斗の家へ現れ、彼の嫁になると言い出す。実は羽衣と隼斗が小さかった頃に互いの親同士が、子供同士の結婚を約束していたのだった。

## 登場キャラクター
担当声優は、ドラマCD版 / テレビアニメ版の順。1人しか記述していないのはテレビアニメ版のもの。

### 主要人物
和泉 隼斗（いずみ はやと）
声 - 興津和幸 / 同左
本作の主人公。生徒会副会長。1-D（1巻〜11巻）、2-B。
眼鏡がトレードマークの理知的な容姿だが、女装が似合うという中性的な面も持ち合わせている。学年でも上位に入るほどの秀才の持ち主。基本的に面倒見のよい優しい性格をしている。また、父子家庭で育ったため、家事全般が得意。
会長選挙では羽衣に圧倒的大差を付けられて落選し、副会長となる。その後、突如として家に上がり込んできた羽衣と同棲することになり、彼女を中心とした個性的な生徒会メンバーや、隣に引っ越してきた三隅姉妹に振り回される日々を送ることになった。
本人は覚えていないが、羽衣とは幼馴染の間柄。3歳の時、引っ越したために疎遠となっていたが、高校で再会することとなる。生徒会内では、会計を務める可憐に毛嫌いされており、彼女の悪口雑言に悩まされることが多い。
初期の頃は、羽衣との婚約関係を解消させようと画策していたが、彼女に惹かれていくうちに実行しなくなった。その一方で、倫との距離も徐々に縮まりつつあり、どちらとも関係を進展させられない状況にある。
若菜 羽衣（わかな うい）
声 - 高森奈津美 / 竹達彩奈
本作のヒロイン。生徒会長。1-D（1巻〜11巻）、2-B。両親はカナダに在住。
容姿端麗、成績優秀、スポーツ万能といった才色兼備の美少女。八重歯とショートボブがチャームポイント。大きさは倫に劣るものの、かなりの美乳の持ち主。普段は男口調を用いるサバサバとした性格だが、いざとなると女らしい口調になる。また、どこか幼稚で嫉妬深い一面もある。
生徒会選挙では「恋愛の自由化」を公約し、演説中にコンドームをばら撒くなど、ぶっ飛んだ選挙活動で生徒会長に就任した。その後、隼斗の嫁になるべく彼の住むマンションに押しかける。恋愛に関しては尋常ではないほど積極的で、隼斗に対して日常的に過剰なスキンシップを行っている。
本作のキャラクターの中でも、デフォルメされる回数が圧倒的に多い。
三隅 倫（みすみ りん）
声 - 駒形友梨 / 津田美波
本作のヒロイン。風紀委員長。隼斗や羽衣と同学年。
凛とした聡明な雰囲気を持つ美少女。人並み外れた巨乳と長い一本結びがチャームポイント。料理が得意など家庭的な面も持ち合わせている。
道徳を重んじた毅然とした性格で、生徒会が推し進める「恋愛の自由化」に真っ向から対立していた。しかし、その過程で副会長である隼斗とも接していくうちに、彼に対して徐々に恋心が芽生えていく。
当初は生まれて初めて経験する感情ゆえに、隼斗に対してなかなか素直になれずにいた。しかし、その後は隼斗に自分の胸をたびたび触らせたり、偶発的に彼とファーストキスを交わすなど、次第に過激なアプローチが目立っていく。
姉が引っ越してからは時々様子見を兼ねて新居に立ち寄っていたが、その隣に隼斗が住んでいることを知ってからは、余った料理のおすそ分けなど適当な理由をつけて隼斗の家にも顔を出すようになる。当初は隼斗と羽衣が同棲していることは知らなかったが、その事実を知ったことで激怒、「風紀委員長として二人の風紀が乱れていないか監視する」ことを建前に、姉と同居を始めた。見た目の割に口が軽い一面があり、隼斗に関することは一切包み隠すことなく、姉の慧に報告している。

### 学校関係者

#### 生徒会
新倉あやね（にいくら あやね）
声 - 堀中優希 / 藤本葵
書記。1-C（1巻〜11巻）、2-B。天然ボケを連発する。「可愛いから」という理由でネコ耳を付け、スカートも超ミニスカにし、縞々のニーソックスを履いている。
藤咲可憐（ふじさき かれん）
声 - 下田麻美 / 杉山由恵
会計。1-A（1巻〜11巻）、2-B。クールな性格のツインテール女子。頭の回転は早いが、とてつもなく口が悪い。顔を合わせるのさえ嫌がるほど隼斗を嫌悪しており、｢ゴミ虫｣、｢便所コオロギ｣と散々に罵る。羽衣とは中学からの同級生で、密かに彼女に恋愛感情を抱く百合少女でもある（隼斗を嫌悪するのは羽衣が隼斗に接近していることも大きい）。名言は「その口に男子便所の雑巾をねじ込みますよ」。
生駒健太（いこま けんた）
6巻より登場。暁中学校3年A組・生徒会長（6巻〜11巻）、副会長補佐。
隼人や羽衣達より1つ年下で羽衣の中学校時代の後輩。中学生の頃から羽衣に好意を抱いており、隼人とは対照的にその想いをストレートに告白するが、毎回振られている。
また、何度振られてもめげない強靭なメンタルの持ち主であり、羽衣に惹かれつつある隼人からは敵視されており、自身も隼人を敵視している。
倫のことを「ねえさん」と呼んで慕っており、倫が隼人に好意を抱いている様子を利害の一致と認識し、倫の恋を応援している。

#### その他の生徒
猿渡真都（さわたり まこと）
声 - 長妻樹里 / 同左
風紀委員。倫とともに行動することが多く、腰巾着に近い。髪はポニーテールで、背は倫の胸の下に入れるほど低い。似たようなポジションの可憐と違い、友人として隼人と倫の仲を積極的に応援しているが、余計なことをやっては倫から制裁を受ける。
栗原一（くりはら はじめ）
声 - 丹翔史
隼人の同級生、友人。
可憐のことを「藤咲ちゃん」などと呼び、馴れ馴れしく接するが、可憐はこれを拒絶し、「ゴミムシ2号」などと罵っている。
最終話では卒業して可憐と離れることを惜しんで、可憐に婚姻届の記入を求めたが、可憐からは「奴隷契約書」と書き換えられて渡された。
西条ほのか（さいじょう ほのか）
声 - 徳井青空
写真部部長。アニメでは第2期より登場する。
ロングヘアのお嬢様結びが特徴の美少女。一人称は「ボク」。羽衣以上に大胆な性格で、人前で下着姿を晒すこともあまり気にしない。

### 主要人物の親族
隼斗の父（仮称）
声 - 山口和理
世界中を飛び回るカメラマン。息子の隼斗と同じく眼鏡をかけている。亮二とは懇意の仲で、羽衣の嫁入りを公認している。亮二からは「アイツ」と呼ばれている。
回想シーンと本編に登場した際では、容姿に若干の違いが見受けられる。
和泉 響香（いずみ きょうか）
隼斗の母。隼斗が幼い頃に亡くなった。
若菜みさと（わかな みさと）
声 - 金田朋子
羽衣の母。40歳を過ぎた中年だが、幼女にしか見えないため、しばしば「羽衣の妹」に間違われる。娘と同じく、デフォルメされることが多い。
若菜亮二（わかな りょうじ）
声 - 小林ゆう
羽衣の父。41歳。妻ほどではないが、自身も少年にしか見えない風貌をしている。物怖じしない性格。
三隅慧（みすみ けい）
声 - 白石涼子
倫の実姉で、隼斗らが通う学校の養護教諭。年齢は20代半ばくらいだと思われ、倫にも劣らぬ巨乳の持ち主。彼氏持ち。
偶然にも、隼斗が住むマンションの隣の部屋に越してくる。隼斗からは強く懇願されたため羽衣と同棲していることは当初黙っていたが、妹にはうっかり口を滑らせてしまう。
妹とは対照的に恋愛経験が豊富で貞操観念も緩く、初心な倫に男女間における誤った情報を与えている。一方、倫のことを気遣って隼斗と接触させようとするなど、妹思いな一面も少なからずある。

## 書誌情報
- 中田ゆみ『おくさまが生徒会長！』 一迅社〈REXコミックス〉、全13巻
  1. 2012年1月20日発売 ISBN 978-4-7580-6293-0
  2. 2012年7月27日発売 ISBN 978-4-7580-6322-7
  3. 2013年6月27日発売 ISBN 978-4-7580-6354-8
    - 同・ドラマCD付限定版（同日発売）ISBN 978-4-7580-6370-8

  4. 2013年7月27日発売 ISBN 978-4-7580-6392-0
    - 同・ドラマCD付限定版（同日発売）ISBN 978-4-7580-6393-7

  5. 2014年6月27日発売 ISBN 978-4-7580-6435-4
    - 同・ドラマCD付特装版（同日発売）ISBN 978-4-7580-6436-1

  6. 2014年7月26日発売 ISBN 978-4-7580-6456-9
    - 同・小冊子付特装版（同日発売）ISBN 978-4-7580-6457-6

  7. 2015年4月27日発売 ISBN 978-4-7580-6503-0
    - 同・小冊子「おとなの薄い本」付特装版（同日発売）ISBN 978-4-7580-6504-7

  8. 2015年7月27日発売 ISBN 978-4-7580-6522-1
    - 同・特装版（同日発売）ISBN 978-4-7580-6523-8

  9. 2016年1月27日発売 ISBN 978-4-7580-6557-3
    - 同・特装版（同日発売）ISBN 978-4-7580-6558-0

  10. 2016年8月3日発売 ISBN 978-4-7580-6602-0
    - 同・特装版（同日発売）ISBN 978-4-7580-6603-7

  11. 2017年4月27日発売 ISBN 978-4-7580-6654-9
    - 同・特装版（同日発売）ISBN 978-4-7580-6655-6

  12. 2018年2月27日発売 ISBN 978-4-7580-6717-1
    - 同・特装版（同日発売）ISBN 978-4-7580-6718-8

  13. 2018年11月27日発売 ISBN 978-4-7580-6770-6
    - 同・特装版（同日発売）ISBN 978-4-7580-6771-3

## テレビアニメ
2014年12月にアニメ化が発表され、10分枠のショートアニメとして2015年7月から9月まで全12話が放送された。2016年1月には第2期『おくさまが生徒会長!＋!』（おくさまがせいとかいちょうぷらす）の制作が発表され、同年10月から12月まで放送された。なお2016年1月27日発売の単行本第9巻特装版にはOVAとなる特別編を収録したDVDが添付された。
中田原作のテレビアニメは『ちゅーぶら!!』（2010年）以来だがこの時は地上波放送はなく、本作が初の地上波アニメとなる。またAT-X以外の地上波放送およびネット配信は規制により、性的なシーンは映像が一部編集されるかすべてカットされ、その間はミニコーナー「おくさま劇場」が放送される。なお、第8話の「おくさま劇場」では本作と同じ制作会社の作品『ストレンジ・プラス』第12話のノンテロップ版が、劇中アニメとして放送された。

### スタッフ
- 原作 - 『おくさまが生徒会長！』（原作者：中田ゆみ・一迅社『月刊ComicREX』連載中）
- 監督（第1期）・総監督（第2期）・キャラクターデザイン - 古川博之
- 監督（第2期） - 佐々木勅嘉
- 色彩設計 - 近藤直登
- 美術監督 - 多田野集
- 撮影監督・編集 - 堀川和人
- 音響監督 - 大室正勝
- シリーズ構成 - たかだ誠
- プロップデザイン - 伊藤陽祐
- 音楽 - 羽鳥風画
- 音楽制作 - studio CHANT
- 音響製作 - ダックスプロダクション
- プロデューサー - 石塚治寿、石井宏一、新宿五郎、斉田秀之、山崎明日香、堀江拓
- 製作プロダクション - ドリームクリエイション
- アニメーション制作 - セブン
- 製作著作 - 星風高校風紀委員会（第1期）、星風高校風紀委員会!＋!(第2期）

### 主題歌

#### 第1期
オープニング主題歌「恋する☆ひよこ」
作詞・歌 - 片霧烈火 / 作曲・編曲 - 羽鳥風画
エンディング主題歌
「恋×愛＝イクエイション」（第1話 - 第6話、第12話、EX）
作詞 - 森永桐子 / 作曲・編曲 - 羽鳥風画 / 歌 - 若菜羽衣（竹達彩奈）
「リアライズ」（第7話 - 第11話）
作詞 - 森永桐子 / 作曲・編曲 - 羽鳥風画 / 歌 - 三隅倫（津田美波）

#### 第2期
オープニング主題歌「キラキラ☆エクスプローラー」
作詞・歌 - 片霧烈火 / 作曲・編曲 - 羽鳥風画
エンディング主題歌
「恋にまつわるエトセトラ〜西条ほのかの場合〜」（第1話 - 第4話）
作詞・作曲・編曲 - 羽鳥風画 / 歌 - 西条ほのか（徳井青空）
「恋にまつわるエトセトラ〜三隅倫の場合〜」（第5話 - 第8話）
作詞・作曲・編曲 - 羽鳥風画 / 歌 - 三隅倫（津田美波）
「恋にまつわるエトセトラ〜若菜羽衣の場合〜」（第9話 - 第12話）
作詞 - 森永桐子 / 作曲・編曲 - 羽鳥風画 / 歌 - 若菜羽衣（竹達彩奈）

### 各話リスト
| 話数  | サブタイトル                   | 脚本           | 絵コンテ          | 演出                | 作画監督                            | 総作画監督 |
| 第1期 | 第1期                          | 第1期          | 第1期             | 第1期               | 第1期                               | 第1期      |
| ----- | ------------------------------ | -------------- | ----------------- | ------------------- | ----------------------------------- | ---------- |
| #1    | 生徒会長の嫁ぎ先               | -              | 小川優樹          | 小川優樹            | 古川博之                            | 古川博之   |
| #2    | 生徒会長とおうちごはん         | -              | 西野武志          | 西野武志            | 佐々木一浩 西尾良寛                 | -          |
| #3    | 生徒会長と手つなぎ実験         | -              | 北村淳一          | 北村淳一            | 西川貴史                            | 古川博之   |
| #4    | 生徒会長がいないところで雨宿り | いまざきいつき | いまざきいつき    | いまざきいつき      | 清水陽一                            | 古川博之   |
| #5    | 生徒会長と仲直りのアレ         | -              | いまざきいつき    | いまざきいつき      | 佐々木一浩 長尾浩生                 | 古川博之   |
| #6    | 生徒会長と身内ちゃん           | -              | 北村淳一          | 北村淳一            | 山本周平 伊藤陽祐                   | 古川博之   |
| #7    | こそこそ生徒会長               | -              | 西野武志          | 西野武志            | 大庭小枝                            | 古川博之   |
| #8    | 副会長と保健室の悪魔2匹        | -              | 北村淳一          | 北村淳一            | 大川美穂子                          | 古川博之   |
| #9    | 生徒会長と賄賂と暴露           | -              | 荒木英樹          | 荒木英樹            | 荒木英樹                            | 古川博之   |
| #10   | 猿渡さんの真夏のプレゼン       | -              | 小川優樹          | 古川博之            | 古川博之                            | 古川博之   |
| #11   | 生徒会長16歳になる             | -              | 北村淳一          | 北村淳一            | 長尾浩生                            | 古川博之   |
| #12   | 会長の身内くん                 | -              | 小川優樹          | 西武DH              | 伊藤陽祐、西尾良寛 宮暁秀、馬場竜一 | 古川博之   |
| #EX   | 生徒会長とお風呂遊び           | -              | 荒木英樹 西野武志 | 西野武志            | 長尾浩生                            | 古川博之   |
| 第2期 |                                |                |                   |                     |                                     |            |
| #1    | おたわむれ生徒会長             | たかだ誠       | 小川優樹          | 竹内崇              | 長尾浩生                            | 長尾浩生   |
| #2    | 風紀委員長と晩夏のお祭り       | たかだ誠       | 西野武志          | 西野武志            | 長尾浩生                            | 長尾浩生   |
| #3    | 生徒会長と写真部部長           | たかだ誠       | 宮原秀二          | 宮原秀二            | 長尾浩生                            | 長尾浩生   |
| #4    | 風紀委員長の覚醒(仮)           | たかだ誠       | 北村淳一          | 北村淳一            | 長尾浩生                            | 長尾浩生   |
| #5    | 副会長の長い夜                 | たかだ誠       | 荒木英樹          | 荒木英樹            | 長尾浩生                            | 長尾浩生   |
| #6    | 新倉さんと危険な昼下がり       | たかだ誠       | 佐々木勅嘉        | 板庇迪              | 古川博之                            | 長尾浩生   |
| #7    | 会長と風紀委員長の譲れない戦い | たかだ誠       | 西野武志          | 西野武志 佐々木勅嘉 | 長尾浩生、菊地淳亮 そらもとかん     | 長尾浩生   |
| #8    | 生徒会長の頑張りと冬の誘惑     | たかだ誠       | 馬場竜一          | 馬場竜一            | 長尾浩生                            | 長尾浩生   |
| #9    | 写真部部長の秘めたる欲望       | たかだ誠       | 小川優樹          | 西島圭祐            | 伊藤陽祐                            | 長尾浩生   |
| #10   | 生徒会長と風紀委員長の懊悩     | たかだ誠       | 北村淳一          | 西島圭祐            | そらもとかん、菊地淳亮              | 長尾浩生   |
| #11   | 副会長と会計の何らかの前進     | たかだ誠       | 相浦和也          | 相浦和也            | 伊藤陽祐、馬場竜一                  | 長尾浩生   |
| #12   | 生徒会長（+α）と聖なる夜を     | たかだ誠       | 小川優樹          | 板庇迪              | 長尾浩生                            | 長尾浩生   |

### 放送局
| 放送期間 | 放送時間                     | 放送局     | 対象地域 | 備考                                         |
| --- | ---------------------------- | ---------- | -------- | -------------------------------------------- |
| 2015年7月2日 - 9月17日 | 木曜 0:30 - 0:40（水曜深夜） | AT-X       | 日本全域 | 製作参加 / リピート放送あり 視聴年齢制限あり |
| 2015年7月3日 - 9月18日 | 金曜 1:35 - 1:45（木曜深夜） | テレ玉     | 埼玉県   | 製作参加                                     |
| |                              | KBS京都    | 京都府   |                                              |
| 2015年7月4日 - 9月19日 | 土曜 1:50 - 2:00（金曜深夜） | tvk        | 神奈川県 |                                              |
| 2015年7月8日 - 9月23日 | 水曜 2:30 - 2:40（火曜深夜） | サンテレビ | 兵庫県   |                                              |
| AT-Xでは2015年12月5日より4週に渡り土曜 19:00 - 20:00に「比較放送SP」として地上波バージョン（前半3話）とAT-Xバージョン（後半3話、実質再放送）の両方を放送。各バージョン3話連続で放送する。 |                              |            |          |                                              |

| 配信期間                | 配信時間        | 配信サイト         | 備考                                                          |
| ----------------------- | --------------- | ------------------ | ------------------------------------------------------------- |
| 2015年7月8日 - 9月23日  | 水曜 12:00 更新 | dアニメストア      | 7月15日配信分より隔週水曜に2話ずつ更新                        |
|                         |                 | U-NEXT             |                                                               |
|                         | 水曜 21:00 更新 | ニコニコチャンネル | 第1話・第2話無料、第3話以降1週間無料                          |
|                         |                 | バンダイチャンネル | 第1話・第2話無料、第3話以降1週間無料                          |
| 2015年7月15日 - 9月23日 | 水曜 21:30 更新 | GYAO!              | 第1話・第2話無料、第3話以降1週間無料 第1話・第2話同時配信開始 |
| 2015年7月15日 -         | 隔週水曜 更新   | アニメパス         | 毎回2話ずつ配信                                               |

| 放送期間 | 放送時間                     | 放送局     | 対象地域 | 備考                              |
| --- | ---------------------------- | ---------- | -------- | --------------------------------- |
| 2016年10月2日 - 12月18日 | 日曜 22:30 - 22:40           | AT-X       | 日本全域 | リピート放送あり 視聴年齢制限あり |
| 2016年10月9日 - 12月25日 | 日曜 1:30 - 1:40（土曜深夜） | テレ玉     | 埼玉県   |                                   |
| 2016年10月10日 - 12月26日 | 月曜 2:35 - 2:45（日曜深夜） | tvk        | 神奈川県 |                                   |
| 2016年10月11日 - 12月27日 | 火曜 1:30 - 1:40（月曜深夜） | KBS京都    | 京都府   |                                   |
| 2016年10月12日 - 12月28日 | 水曜 2:30 - 2:40（火曜深夜） | サンテレビ | 兵庫県   |                                   |
| AT-Xでは第1期同様に地上波版とAT-X版の「比較放送」を2016年12月20日より火曜 18:00 - 19:00に各3話ずつ放送する（再放送時、リピート放送あり）。 |                              |            |          |                                   |

| 配信期間                  | 配信時間        | 配信サイト         | 備考                              |
| ------------------------- | --------------- | ------------------ | --------------------------------- |
| 2016年10月13日 -          | 木曜 12:00 更新 | dアニメストア      |                                   |
| 2016年10月13日 - 12月29日 |                 | ニコニコチャンネル | 第1話常設無料、第2話以降1週間無料 |
| 2016年10月13日 -          |                 | U-NEXT             |                                   |
|                           |                 | バンダイチャンネル |                                   |
|                           |                 | ビデオマーケット   |                                   |

### BD / DVD
| 巻 | 発売日        | 収録話         | 規格品番  | 規格品番  |
| 巻 | 発売日        | 収録話         | BD        | DVD       |
| -- | ------------- | -------------- | --------- | --------- |
| 上 | 2015年8月21日 | 第1話 - 第6話  | DCBD-0012 | DCDV-0010 |
| 下 | 2015年9月25日 | 第7話 - 第12話 | DCBD-0014 | DCDV-0012 |

| 巻 | 発売日         | 収録話         | 規格品番  | 規格品番  |
| 巻 | 発売日         | 収録話         | BD        | DVD       |
| -- | -------------- | -------------- | --------- | --------- |
| 上 | 2016年12月23日 | 第1話 - 第6話  | DCBD-0018 | DCDV-0016 |
| 下 | 2017年1月20日  | 第7話 - 第12話 | DCBD-0019 | DCDV-0017 |

### ラジオ
第1期
『ラジオ おくさまが生徒会長！』のタイトルで、2015年7月1日から9月30日まで毎週水曜 23時30分 - 24時にラジオ関西の「アニたまドットコム」枠にて放送後、翌週月曜日夕方に同局のインターネットラジオにて配信された。
番組は2パートに分かれ、それぞれ交互に放送。「パーソナリティが生徒会!」として竹達彩奈（若菜羽衣 役）、藤本葵（新倉あやね 役）、杉山由恵（藤咲可憐 役）の3名が出演。また、「パーソナリティが風紀委員会!」として津田美波（三隅倫 役）と長妻樹里（猿渡真都 役）の両名が出演した。
第2期
『ラジオ おくさまが生徒会長!＋! 〜写真部活動報告〜』のタイトルで2016年10月2日から12月24日まで毎週土曜 2:00 - 2:30（金曜深夜）にラジオ関西で放送後、翌週火曜日夕方に同局のインターネットラジオにて配信された。出演は徳井青空（西条ほのか 役）。